# 1918 en Alberta
Chronologie de l'Alberta
- 1914
- 1915
- 1916
- 1917
- 1918
- 1919
- 1920
- 1921
- 1922

Cette page concerne des événements qui se sont produits durant l'année 1918 dans la province canadienne de l'Alberta.

## Politique
- Premier ministre : Charles Stewart du Libéral
- Chef de l'Opposition :
- Lieutenant-gouverneur : Robert George Brett
- Législature :

## Événements
- Mise en service du Peace River Railroad Bridge pont en poutres en treillis de 529.10 mètres de longueur franchissant la Peace River à Peace River[1].

## Naissances
- 24 janvier : John McLiam, acteur canadien mort le 16 avril 1994 à Los Angeles (États-Unis).
- 15 juillet : Bertram Neville Brockhouse CC, Ph.D, D.Sc, FRSC (né à Lethbridge – 13 octobre 2003), physicien canadien. Il est colauréat du prix Nobel de physique 1994[2].
- 27 octobre : Frank McCool (né à Calgary — mort le 20 mai 1973), joueur professionnel canadien de hockey sur glace.